# Bruno Sermonne
Pour l’actrice française, voir Claire Sermonne.
Bruno Sermonne, né le 29 avril 1941 à Biarritz et mort le 16 novembre 2013 à Villejuif, est un acteur français.

## Biographie
Sa fille Claire Sermonne est actrice.

## Théâtre
- 1964 : Roméo et Juliette de William Shakespeare, mise en scène Jean Gillibert, Festival du Marais Hôtel de Béthune-Sully
- 1965 : Phèdre de Racine, mise en scène Jean Gillibert, Théâtre Récamier,
- 1966 : Faust de Christopher Marlowe, mise en scène Jean-Louis Andrieux, théâtre Édouard VII
- 1967 : Les Perses d'Eschyle, mise en scène Jean Gillibert, Châteauvallon
- 1967 : Phèdre de Racine, mise en scène Jean Gillibert, Châteauvallon
- 1967 : La Sonate des spectres d'August Strindberg, mise en scène Jean Gillibert, Théâtre de l'Alliance française
- 1968 : Phèdre de Racine, mise en scène Jean Gillibert, Festival de Nancy
- 1969 : Le Gardien du tombeau d'après Franz Kafka, mise en scène Jean Gillibert, Rencontres de Châteauvallon
- 1969 : Une Saison en enfer d'Arthur Rimbaud, mise en scène Henri Ronse, Rencontres de Châteauvallon
- 1970 : La vie est un songe de Pedro Calderón de la Barca, mise en scène Jean Gillibert, Rencontres de Châteauvallon
- 1971 : Le Pélican d'August Strindberg, mise en scène Henri Ronse, Châteauvallon
- 1971 : Le Songe d'une nuit d'été de William Shakespeare, mise en scène Jean Gillibert, Rencontres de Châteauvallon
- 1971 : Les Ombres sur la mer de William Butler Yeats, mise en scène Jean Gillibert, Rencontres de Châteauvallon
- 1971 : Inferno d'August Strindberg, mise en scène Henri Ronse, Théâtre-Poème Bruxelles
- 1973 : Penthésilée d'Heinrich von Kleist, mise en scène Jean Gillibert, Rencontres de Châteauvallon
- 1974 : Bajazet de Jean Racine, Petit Odéon, tournée
- 1978 : Les Premiers Mots de Bernard Noël, Théâtre-Poème Bruxelles
- 1981 : Au perroquet vert d'Arthur Schnitzler, mise en scène Otomar Krejča, Atelier Théâtral de Louvain-la-Neuve
- 1982 : Les Démons d'après Dostoïevski, mise en scène Otomar Krejča, Atelier Théâtral de Louvain-la-Neuve
- 1982 : Père d'August Strindberg, mise en scène Otomar Krejča, Théâtre national de Chaillot
- 1984 : La Mouette d’Anton Tchekhov, mise en scène Antoine Vitez, Théâtre national de Chaillot
- 1984 : Le Héron de Vassili Axionov, mise en scène Antoine Vitez, Théâtre national de Chaillot
- 1985 : Corps perdus d'Enzo Cormann, mise en scène Jean-Louis Martinelli, Maison de la Culture du Havre, Centre Dramatique National de Lyon
- 1986 : Oncle Vania d'Anton Tchekhov, mise en scène Christian Benedetti, Théâtre de l'Est parisien
- 1987 : La Princesse blanche de Rainer Maria Rilke, mise en scène Yannis Kokkos, Théâtre de la Ville
- 1988 : Le Dialogue dans le marécage de Marguerite Yourcenar, adaptation Jean-Loup Wolff, Théâtre Renaud-Barrault
- 1990 : Phèdre de Sénèque, mise en scène Daisy Amias, Théâtre Gérard Philipe
- 1991 : Le Balcon de Jean Genet, mise en scène Luis Pasqual, Théâtre national de l'Odéon
- 1991 : As you like it de William Shakespeare, mise en scène Marc Francois, Théâtre de Gennevilliers
- 1992 : Les Aventures de Paco Goliard d'Olivier Py, mise en scène de l'auteur, Théâtre des Halles Festival d'Avignon, Théâtre de la Bastille
- 1993 : Solness le constructeur de Henrik Ibsen, mise en scène Jean-Claude Amyl, Théâtre 13
- 1993 : Le Renard du nord de Noëlle Renaude, mise en scène Robert Cantarella, Théâtre Ouvert, Théâtre 13
- 1994 : La Cérémonie des Hommages de Yedwart Ingey, mise en scène de l’auteur, Festival Jeune Public d’Alès
- 1994 : Œdipe à Colone de Sophocle, mise en scène Gaël Rabas, Théâtre du Versant Biarritz
- 1995 : Vous qui habitez le temps de Valère Novarina
- 1995 : Georges Dandin de Molière, mise en scène Jacques Falguières, Théâtre d’Évreux
- 1995 : La Panoplie du squelette d'Olivier Py, mise en scène de l'auteur, Maison des arts et de la culture de Créteil
- 1995 : Médée de Sénèque, mise en scène Gilles Gleizes, CDN de Limoges, Théâtre de la Tempête
- 1995 : La Servante (Histoire sans fin) d'Olivier Py, mise en scène de l'auteur, Festival d'Avignon
- 1997 : Le Visage d’Orphée d'Olivier Py, mise en scène de l'auteur, Festival d'Avignon
- 1998 : À la porte de Jean-Gabriel Nordmann, mise en scène Bruno Abraham-Kremer, Théâtre Firmin Gémier, Théâtre 13
- Sang d'encre d'Yves Navarre, Olivier Couder
- 1998 : Le Visage d'Orphée d'Olivier Py, mise en scène de l'auteur, Théâtre de Nice, Théâtre de l'Athénée-Louis-Jouvet
- 1998 : Poétique de Brecht d'après Roland Barthes, Bertolt Brecht, Jean Dasté, Bernard Dort, Jean-Jacques Gautier, André Gisselbrecht et Roger Planchon, mise en voix Claude Guerre, Festival d'Avignon
- 1998 : Dom Juan de Molière, mise en scène Brigitte Jaques-Wajeman, Comédie de Genève
- 2000 : Dom Juan de Molière, mise en scène Brigitte Jaques-Wajeman, Maison des arts et de la culture de Créteil, Odéon-Théâtre de l'Europe
- 2002 : Le Songe d'une nuit d'été de William Shakespeare, mise en scène Yannis Kokkos, Théâtre Nanterre-Amandiers
- 2003 : Le Soulier de satin de Paul Claudel, mise en scène Olivier Py, CADO, Théâtre national de Strasbourg, Théâtre de la Ville, Grand Théâtre de Genève
- 2003 : Violences-Reconstitution de Didier-Georges Gabily, mise en scène Yann-Joël Collin, Théâtre de Gennevilliers, Théâtre national de Strasbourg
- 2004 : Quelques pages arrachées à «La Folie Pont aux Dames» et Rude Journée pour le sexe de Jean Gillibert, mise en scène Michèle Venard, Maison des Métallos
- 2005 : Les félins m'aiment bien d’Olivia Rosenthal, mise en scène Alain Ollivier, Théâtre Gérard Philipe de Saint-Denis
- 2005 : Les Vainqueurs d'Olivier Py, mise en scène de l'auteur, CADO, Théâtre du Rond-Point, Festival d'Avignon
- 2005 : La Pitié dangereuse de Stefan Zweig, mise en scène Philippe Faure, Théâtre Vidy-Lausanne
- 2006 : La Pitié dangereuse de Stefan Zweig, mise en scène Philippe Faure, Théâtre national de Nice, Théâtre de la Croix-Rousse, MC2, Théâtre de l'Union
- 2007 : La Pitié dangereuse de Stefan Zweig, mise en scène Philippe Faure, Théâtre national de Bordeaux en Aquitaine
- 2007 : Le Cid de Corneille, mise en scène Alain Ollivier, aux Nuits de Fourvière, Théâtre Gérard Philipe, Théâtre de la Manufacture, La Filature, tournée en France
- 2008 : Le Cid de Corneille, Le Quartz, La Criée, Festival d'Almada (Portugal) et  tournée
- 2009 : Le Cid de Corneille, Théâtre national de Toulouse Midi-Pyrénées, tournée
- 2008 : L'Orestie d'Eschyle, mise en scène Olivier Py, Odéon-Théâtre de l'Europe
- 2009 : Le Soulier de satin de Paul Claudel, mise en scène Olivier Py, Odéon-Théâtre de l'Europe
- 2009 : Sous l'œil d'Œdipe de Joël Jouanneau d'après Sophocle, Euripide, mise en scène de l'auteur, Théâtre Vidy-Lausanne, Festival d'Avignon, Théâtre de la Croix-Rousse, MC2, tournée
- 2009 : Les Enfants de Saturne d'Olivier Py, mise en scène de l'auteur, Odéon-Théâtre de l'Europe Ateliers Berthier
- 2010 : Sous l'œil d'Œdipe de Joël Jouanneau, mise en scène de l'auteur, Théâtre de la Commune, Théâtre national de Strasbourg, tournée
- 2011 : Britannicus de Racine, mise en scène Michel Fau, Festival de Figeac
- 2011 : Beaucoup de bruit pour rien de William Shakespeare, mise en scène Clément Poirée, Théâtre de la Tempête
- 2013 : Les Amours vulnérables de Desdémone et Othello, de Manuel Piolat Soleymat et Razerka Ben Sadia-Lavant, mise en scène de Razerka Ben Sadia-Lavant, Théâtre Nanterre-Amandiers

## Filmographie
- 1982 : Une femme en fuite de Maurice Rabinowicz
- 1998 : L'Examen de minuit de Danièle Dubroux
- 2004 : Eros thérapie de Danièle Dubroux
- 2007 : 2 Days in Paris de Julie Delpy
- 2007 : Nuage de Sébastien Betbeder